# Салватронда (Тревизо)
Салватронда је насеље у Италији у округу Тревизо, региону Венето.
Према процени из 2011. у насељу је живело 2023 становника. Насеље се налази на надморској висини од 36 м.